# Enrique Flores
Jorge Enrique Flores Yrahory (Santa Cruz de la Sierra, 1º febbraio 1994) è un calciatore boliviano, difensore dell'Always Ready della nazionale boliviana.

## Palmarès

### Club

#### Competizioni nazionali
- Campionato boliviano: 3

Universitario de Sucre: Clausura 2014
Bolívar: Clausura 2017, Apertura 2019